# Caritas in Veritate
Caritas in Veritate (Latijn voor Naastenliefde in Waarheid) is de derde encycliek van paus Benedictus XVI. De encycliek gaat over de menselijke ontwikkeling, en het belang van zowel liefde als waarheid hierbij. De encycliek is onderdeel van de Sociale leer van de Rooms-Katholieke Kerk. In deze encycliek - met als ondertitel over de integrale ontwikkeling van de mens in liefde en waarheid - zoekt de paus aansluiting bij de eerdere encyclieken Populorum Progressio (van paus Paulus VI) en Sollicitudo Rei Socialis (van paus Johannes Paulus II). 

## Publicatie
De encycliek is op 7 juli 2009 gepubliceerd. De encycliek was al eerder verwacht, maar de paus besloot om de uitvaardiging uit te stellen in verband met de financiële crisis, aan de gevolgen waarvan de paus in deze encycliek aandacht besteedt. 
Renato kardinaal Martino, president van de Pauselijke Raad voor Gerechtigheid en Vrede, maakte op op 23 april 2009 tijdens een congres over globalisering bekend dat de encycliek, zou verschijnen op 29 juni 2009, het Hoogfeest van de Heilige Petrus en Paulus. Na het Angelus van die dag, maakte de paus bekend dat de encycliek inderdaad de datum zou dragen van 29 juni 2009. Twee dagen later maakte het persbureau van de Heilige Stoel bekend dat de encycliek op 7 juli zou worden gepubliceerd, wat ook gebeurde.

## Bron
- Derde encycliek paus op 29 juni